# Kajsa Lindståhl
Kajsa Birgitta Lindståhl, född Bohman den 12 oktober 1943, är en svensk företagare, styrelseledamot och styrelseordförande.
Hon är dotter till moderatledaren Gösta Bohman och riksdagsbibliotekarien Gunnel Mossberg samt äldre syster till Mia Bohman Bildt.
Lindståhl utexaminerades från Handelshögskolan i Stockholm 1966. Hon var anställd vid Price Waterhouse 1967–1970 och Bonnierföretagen 1970–1985.
Hon var VD vid Banco Fonder 1985–2000, arbetande styrelseordförande Banco Fonder 2000–2003, ordförande Amnesty Business Group 2004–2006 och styrelseledamot Skandia 2004–2006.
Lindståhl är för närvarande[när?] styrelseledamot i bland annat Fjärde AP-fonden, och Riksbankens jubileumsfond samt var också styrelseordförande för Vectura Consulting AB, som nu ingår i Sweco.

## Utmärkelse
- H. M. Konungens medalj i guld av 12:e storleken 2021 för värdefulla insatser inom svenskt näringsliv[3]